# IPhone 8
Ајфон 8 и Ајфон 8 Плус су паметни телефони пројектовани, развијени и продавани од стране Епл-а.
Ово је једанаеста генерација Ајфон-а. Најављени су 12. септембра 2017. године, упоредо са премијум моделом Ајфон X,
у Театру Стив Џобса који се налази у Епл Парку. Пуштени су у продају 22. септембра, као наследници модела Ајфон 7 и Ајфон 7 Плус.
Осим имплементације стаклене полеђине, дизајн модела Ајфон 8 и Ајфон 8 Плус је умногоме сличан својим претходницима.
Промене које су вредне помена укључују додавање бежичног пуњења, бржи процесор и унапређене камере и дисплеј.
Ајфон 8 и Ајфон 8 Плус већину унутрашњег хардвера деле са моделом Ајфон X.
Реакције на телефон су биле различите, са једне стране критичари су хвалили додавање бежичног пуњења и нови Еплов А11
процесор, док су са друге стране значајно критиковали застарели дизајн.

## Историја
1. августа 2017. године, Епл је послао новинарске позивнице за медијски догађај у Театру Стив Џобса 12. септембра
2017. године. Ајфон 8 и Ајфон 8 Плус су најављени на том догађају, а пуштени су у продају 22. септембра 2017.
9. априла 2018. године, Епл представља Ајфон 8 са црвеном завршном бојом и црном бојом предњег дела телефона, као
подршка партнерству са Продукт Ред и њиховој кампањи за прикупљање средстава за лечење Сиде.
17. априла 2019. године, Епл] наводно планира да избаци прерађену верзију Ајфон 8 модела од 4.7 инча у марту 2020. године
који би поседовао А13 процесор, нови ПЦБ дизајн и 128гб минималне складишне меморије.

## Спецификације

### Хардвер

#### Дисплеј
Ајфон 8 и Ајфон 8 Плус су задржали ретина ХД дисплеј који се налазио у моделу Ајфон 7, али сада поседују и Тру Тоун
технологију, која омогућава аутоматска прилагођавања екрана у односу на околно осветљење.
Могу да репродукују ХДР10 и Долби Вижн садржаје упркос чињеници да немају ХДР спремне дисплеје, тако што конвертују
ХДР садржај толико да може да се прикаже на њиховим дисплејима, и у том процесу задржавају нека побољшања у динамичком
опсегу, контрасту и широкој скали боја, у поређењу са стандардним садржајем.

#### Камера
Ајфон 8 поседује камеру од 12 МП са аутофокусом, ф/1.8 отвором бленде, оптичком стабилизацијом слике, могућношћу да
снима 4К видео са 24, 30 или 60 фрејмова по секунди, или 1080п видео са 30, 60, 120 или 240 фрејмова по секунди.
Ајфон 8 Плус има надограђену задњу камеру са широко-угаоним сочивом које има 10х дигитални зум или 2х оптички зум,
и задржава друго, телефото сочиво, слично оном на моделу Ајфон 7 Плус, али са унапређеном дубином поља и светлосним
ефектима у Портрет моду. Оба модела имају предњу камеру од 7 МП, са ф/2.2 отвором бленде, способном да снима 1080п
видео у 30 фрејмова по секунди и 720п видео у 240 фрејмова по секунди, заједно са детекцијом лица и високим динамичким
опсегом.

#### Чипсет
Ајфон 8 и 8 Плус садрже Еплов А11 бионички систем-он-чип, хекса-језгарни процесор за који компанија тврди да има 2
језгра која су 25% бржа од А10 процесора који се налази у моделу Ајфон 7, као и 4 језгра која су 70% бржа од
претходног модела. Ови модели такође имају графичку јединицу коју је дизајнирао Епл и која је 30% бржа од претходних
модела, са истим перформансама као и А10, али са упола мање снаге.

#### Остало
Ови модели имају стаклену полеђину уместо комплетног алуминијумског кућишта које смо виђали на претходним моделима,
и због тога је могућа употреба Ки бежичног пуњења. Телефони су добили рејтинг ИП67 за отпорност на воду.
Оба модела долазе у варијанти са 64 или 256 гигабајта складишног простора, и сребрној, златној или сивој боји.
Продукт Ред специјална едиција са црвеном полеђином и црним предњим делом је пуштен у продају 9. априла 2018. године.
Специјалне едиције Ајфон 7 и Ајфон 7 Плус модела су имале предњи део беле боје.
Ајфон 8 је добио скор 6/10 за репарацију, претежно због превелике количине лепка која је употребљена за батерију и
стаклене полеђине телефона.

### Софтвер
Ајфон 8 и Ајфон 8 Плус су пуштени у продају са једанаестом верзијом иОС-а, и подржавају иОС 12.

## Прихваћеност
Семјуел Ексон из Ars Technica је А11 процесор назвао предивним чудом инжењеринга, као и да нуди најбоље перформансе у индустрији. Ексон је такође похвалио и камере, написао је: "Боје су сјајне, и перформансе у слабом осветљењу су врло добре за паметни телефон". Крис Велацо из Engadget је хвалио брзину А11 процесора, квалитет израде и одличну камеру, док је критиковао већ познати дизајн који смо ваиђали у претходним генерацијама и ограничену отпорност на воду, која је слабија у односу на конкуренцију.
Џон Мекен из TechRadar је уживао у стакленој полеђини телефона, иако је критиковао дизајн генерално. Мекен је такође похвалио камеру и бежично пуњење за које је рекао да је користан додатак Ајфон линији телефона.
Дејвид Пирс из Wired је констатовао да су Ајфон 8 модели пали у сенку Ајфон X модела, упркос томе што их је назвао:"практично савршеним телефонима". Пирс је похвалио перформансе, камере и дисплеј, док је константно критиковао застарели дизајн.
Нилај Пател из The Verge је назвао Ајфон 8 основном опцијом, сматрајући да су ти модели у потпуности занемарени од
стране свих, због модела Ајфон X. Он је без обзира на све хвалио квалитет уређаја и то што је једноставан, није клизав за држање, додатак Тру Тоун технологије и надограђене звучнике, док је критиковао брзину индуктивног пуњења кроз бежична постоља, као и цену модела Ајфон 8 Плус 256 GB, која је била приближна моделу Ајфон X. Пател је такође критиковао застарели дизајн, који се може видети и на моделу Ајфон 6 које је изашао 2014. године; најзначајнија критика је била због дебелих ивица око екрана када су се упоређивале са другим паметним телефонима из 2017. године, који су имали екране скоро од ивице до ивице због чега су могли да ставе већи екран на исту величину уређаја.
Ајфон 8 и Ајфон 8 Плус су такође критиковани због издржљивости, јер су тестови падања показали да стаклена полеђина, није "најиздржљивије стакло икада на паметном телефону", као што је Епл тврдио.
Компанија која тестира камере DxOMark дали су Ајфон 8 камери рејтинг 92, а Ајфон 8 Плус камери 94, због чега им је
додељена титула најбоље камере на паметним телефонима које је та компанија тестирала. Самсунг Галакси Ноут 8 је касније добио исти рејтинг као Ајфон 8 Плус од 94. Они су касније надмашени од стане модела Гугл Пиксел 2, који је добио рејтинг 98.

## Проблеми
31. августа 2018. године, Епл је објавио да веома мали проценат Ајфон 8 модела који су пуштени у продају између септембра 2017. и марта 2018. године има фабрички дефект на матичној плочи. Ова грешка је утицала на продају Ајфон 8 модела у Аустралији, Кини, Хонг Конгу, Индији, Јапану, Макауу, Новом Зеланду и у Сједињеним Америчким Државама. Дефектни уређаји су имали проблема са неочекиваним рестартовањем, смрзнутим екраном или са немогућношћу да се уређај упали. Корисници који су имали дефектне уређаје, што је утврђено серијским бројевима, су могли да замене своје уређаје бесплатно од стране Епла. Ова грешка се није појављивала у моделима Ајфон 8 Плус.